# Vulturești, Suceava
Vulturești là một xã thuộc hạt Suceava, România. Dân số thời điểm năm 2002 là 3793 người.